# The Soundhouse Tapes
The Soundhouse Tapes este un EP demo înregistrat de trupa britanică de heavy metal Iron Maiden. Demo-ul a fost înregistrat în 1978 în ajunul anului nou. Pentru demo au fost înregistrate, de fapt, patru cântece, dar trupa nu a mai avut destule fonduri ca să producă și piesa "Strange World".
EP-ul a avut un mare succes, toate cele 6000 de copii ale editării inițiale fiind vândute în prima săptămână, prin comenzi poștale. Acest fapt a determinat EMI să ofere formației un contract impresionant de cinci albume.
Titlul Soundhouse Tapes provine de la clubul The Soundhouse, unde formația avea concerte dese. Acesta era o discotecă heavy metal, condusă de pionierul NWOBHM, Neal Kay.

## Lista pieselor
1. "Iron Maiden" (Harris) - 3:35
2. "Invasion" (Harris) - 2:39
3. "Prowler" (Harris) - 3:55

## Componența
- Paul Di'Anno - voce
- Dave Murray - chitara
- Steve Harris - bas
- Doug Sampson - baterie